# 野村儀平
野村 儀平（のむら ぎへい、1894年（明治27年）12月21日 - 1992年（平成4年）7月13日）は、日本の内務官僚、教員、政治家。官選岐阜県知事、諫早市長。

## 経歴
長崎県出身。1914年3月、長崎県師範学校本科一部を卒業し、佐世保市琴平尋常小学校訓導に就任。1923年3月、東京高等師範学校文科一部を卒業し、広島県立広島第一中学校教諭となる。1924年11月、高等試験行政科試験に合格。1925年、内務省に入省し石川県視学となる。
以後、北海道庁警視、香川県書記官・警察部長、福岡県書記官・警察部長、福島県内政部長、新潟県部長などを歴任。
1945年10月、岐阜県知事に就任し、戦後の復興に尽力。1946年2月に公職追放となり退官した。
1952年、諫早市長に当選、三期12年在任。1957年、諫早豪雨の復興に尽力。1974年、諫早名誉市民となった。